# مهاجر سفید

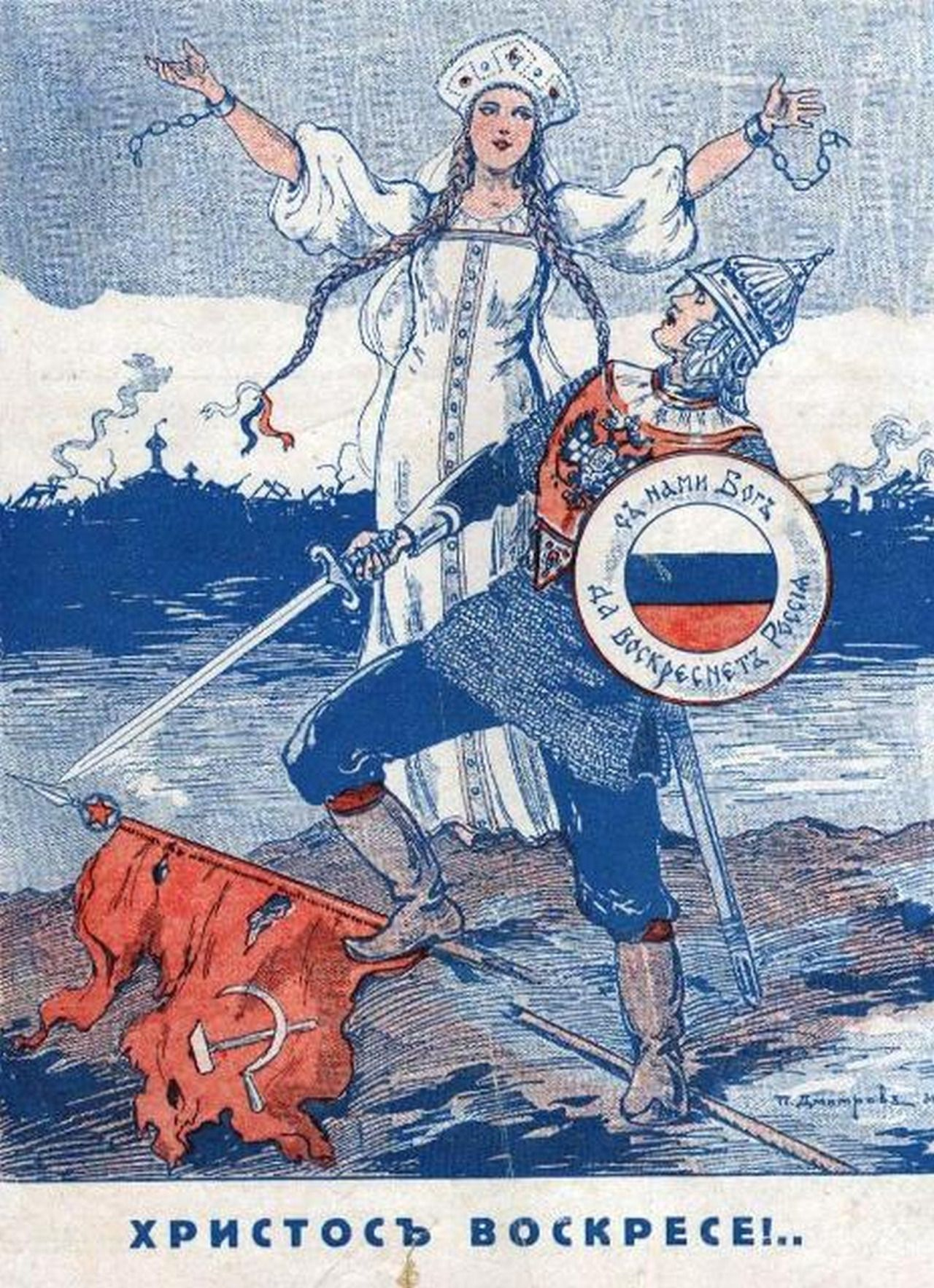
نمایی از یک‌پوستر ضدبلشویکی ارتش سفید، که رهایی روسیه از قید کمونیسم شوروی را به تصویر می‌کشد. - حوالی ۱۹۳۲

مهاجر سفید (روسی: эмигрант первой волны) مهاجران سفیدپوست روسی بودند که در پی انقلاب روسیه (۱۹۱۷) و جنگ داخلی روسیه (۱۹۱۷–۱۹۲۳) از قلمروی  امپراتوری روسیه مهاجرت کردند و همچنین این عنوان شامل مهاجرانی می‌شود که مخالف فضای سیاسی انقلابی (بلشویک کمونیست) روسیه بودند. بسیاری از مهاجران سفیدپوست روسی در جنبش سفید شرکت کردند یا از آن حمایت کردند، اگرچه این اصطلاح اغلب به‌طور گسترده در مورد هر کسی که ممکن است به دلیل تغییر رژیم‌ها کشور را ترک کرده باشد، به کار می‌رود.